# Crotalaria impressa
Crotalaria impressa är en ärtväxtart som beskrevs av Wilhelm Gerhard Walpers. Crotalaria impressa ingår i släktet sunnhampor, och familjen ärtväxter. Inga underarter finns listade i Catalogue of Life.